# STS-70
是历史上第六十九次航天飞机任务，也是發現號太空梭的第二十一次太空飞行。

## 任务成员
- 特伦斯·亨里克斯（Terence T. Henricks，曾执行、以及任务），指令长
- 凯文·克雷格（Kevin R. Kregel，曾执行、任务），飞行员
- 南希·居里（Nancy J. Currie，曾执行、以及任务），任务专家
- 唐纳德·托马斯（Donald A. Thomas，曾执行、以及任务），任务专家
- 玛丽·韦伯（Mary E. Weber，曾执行以及任务），任务专家